# Concili provincial de Lleida
Els Concilis provincials de Lleida són una sèrie de concilis provincials celebrats a Lleida durant l'edat mitjana, concretament en els anys 546, 1155, 1173, 1190, 1229, 1237, 1246, 1257, 1293, 1294, 1418 i 1460.
La celebració a Lleida d’aquesta sèrie de concilis, sobretot després de la conquesta del territori als sarraïns (1149), va ser possible per la seva situació geogràfica central en el Regne d’Aragó. Tots ells fan referències a la situació política, social, econòmica, cultural i religiosa de cada moment.
El primer concili Ilerdense se celebrà el 546 i se situa en l’època visigòtica, formant part d’un seguit de concilis provincials celebrats a diferents llocs de la Tarraconense.
La celebració del concili de 1155 està propiciada per la recent conquesta de la seu episcopal als sarraïns l’any 1149 i la caiguda del castell de Ciurana (1153), l’últim reducte dels àrabs a Catalunya.
El de 1173 se celebrà després d’iniciada la repoblació del territori, l’ordenació de l’Església i la declaració de sufragània respecte de l’arquebisbat de Tarragona en 1171; dedicà un dels seus cànons per donar solució al problema dels càtars i els albigesos. Posteriorment, el concili de 1190 també dedica els seus últims cànons als heretges i als seus protectors; fou el fidel reflex del Concili III del Laterà, celebrat el 5 de març de 1179 amb l’assistència del bisbe de Lleida, Guillem Berenguer; ho reforça el fet el caràcter profundament reformador de costums clericals que tenia el papa Celestí III, que coneixia els problemes de la diòcesi de Lleida en haver presidit els concilis ilerdenses del 1155 i del 1173.
El concili de 1229, primer terç del s. XIII, troba en Lleida una ciutat que ha experimentat una organització municipal molt efectiva. S'havien recopilat els seus privilegis i costums, la petita burgesia havia pres el govern de la ciutat i possibilità un creixement econòmic notable. Aquest fet farà que se celebri aquest concili precisament a Lleida i que els bisbes de la Tarraconense preferiren celebrar-los allí en el futur.
El concili de 1237 està condicionat per la presència dels càtars i valdesos arreu de Catalunya procedents del Midi francès. Els reis d’Aragó lluitaren contra ells amb resultat divers. L’establiment de la Inquisició a Catalunya (1233) va comprometre els frares predicadors i els menors a lluitar contra els heretges, temes que seran objecte d’estudi al concili.
El concili de 1246 té un origen polític-religiós, volent solucionar el conflicte entre el rei Jaume I i el bisbe de Girona, confessor seu.
El concili de 1257 se celebrà per ratificar els privilegis i immunitats del clergat i de les esglésies de Lleida, contra les pretensions dels paers i prohoms de sotmetre al permís reial les adquisicions de béns al terme de la ciutat.
El de 1293, es un concili molt curt i d’escassa informació; es tracten qüestions de litigi entre l’autoritat civil i la religiosa en les causes contra els clergues i del pagament dels delmes.
El concili de 1294 junt amb l’anterior (1293) tingueren molt que veure en la fundació de l'Estudi General de Lleida, al 1300, pel rei Jaume II amb l’autorització del papa Bonifaci VIII.
El concili de 1418 se celebrà després de la clausura del Concili Ecumènic de Constança (1414-1418) i fou el que dona solució al Cisma d’Occident, deposant Joan XXIII i Benet XIII (Pere de Luna) i elegint Martí V com a nou Papa. Amb el rei d’Aragó, Alfons IV, aquest concili tractà sobre els medis d’apagar del tot el cisma que encara fomentava a Peníscola el papa Pere de Luna.
Finalment, el concili de 1460 se celebrà en un clima problemàtic per a l’Església lleidatana per l’absència permanent del seu bisbe i, en un to més assembleista que conciliar, volent donar resposta als interessos del clergat de la província eclesiàstica Tarraconense.